# Quintus Veranius
Quintus Veranius († 58) war ein römischer Politiker und Senator des 1. Jahrhunderts n. Chr.
Veranius war der Sohn eines gleichnamigen homo novus, der zu Germanicus in einem engeren Verhältnis stand, ihn als comes in den Osten begleitete und zum ersten Statthalter der Provinz Cappadocia ernannt wurde.
Im Januar des Jahres 41 spielte Veranius als Volkstribun eine wichtige Rolle, als er zusammen mit seinem Kollegen Brocchus die Machtergreifung des Claudius nicht verhinderte, obwohl die beiden vom Senat dazu beauftragt worden waren. Nach seiner Legatur in der Provinz Lycia et Pamphylia im Jahr 47/48 wurde Veranius wohl wegen seiner guten Leistungen mehrfach von Claudius geehrt: Er wurde zum ordentlichen Konsul für das Jahr 49 designiert, in das Kollegium der Auguren aufgenommen, die zu den wichtigsten römischen Priestern zählten, und möglicherweise auch mit den ornamenta triumphalia ausgezeichnet. Außerdem wurde Veranius neben mehreren anderen Senatoren, deren Vorfahren sich laut Tacitus besonders verdient gemacht hatten, im Jahr 48 von Claudius in den Patrizierstand aufgenommen.
Dass er vor seiner Legatur in der Provinz Britannien im Jahr 57 bei Neros Festspielen mitwirkte, kann man einer Inschrift entnehmen. Noch bevor er seine Mission in Britannien beenden konnte, starb Veranius – wohl im Jahr 58.
Veranius hatte mindestens zwei Töchter, die Zwillinge Octavilla und Verania Gemina. Verania heiratete Lucius Calpurnius Piso Frugi Licinianus, der im Jahr 69 von Galba adoptiert und zu seinem Nachfolger ernannt wurde.